# Dzielny ołowiany żołnierz

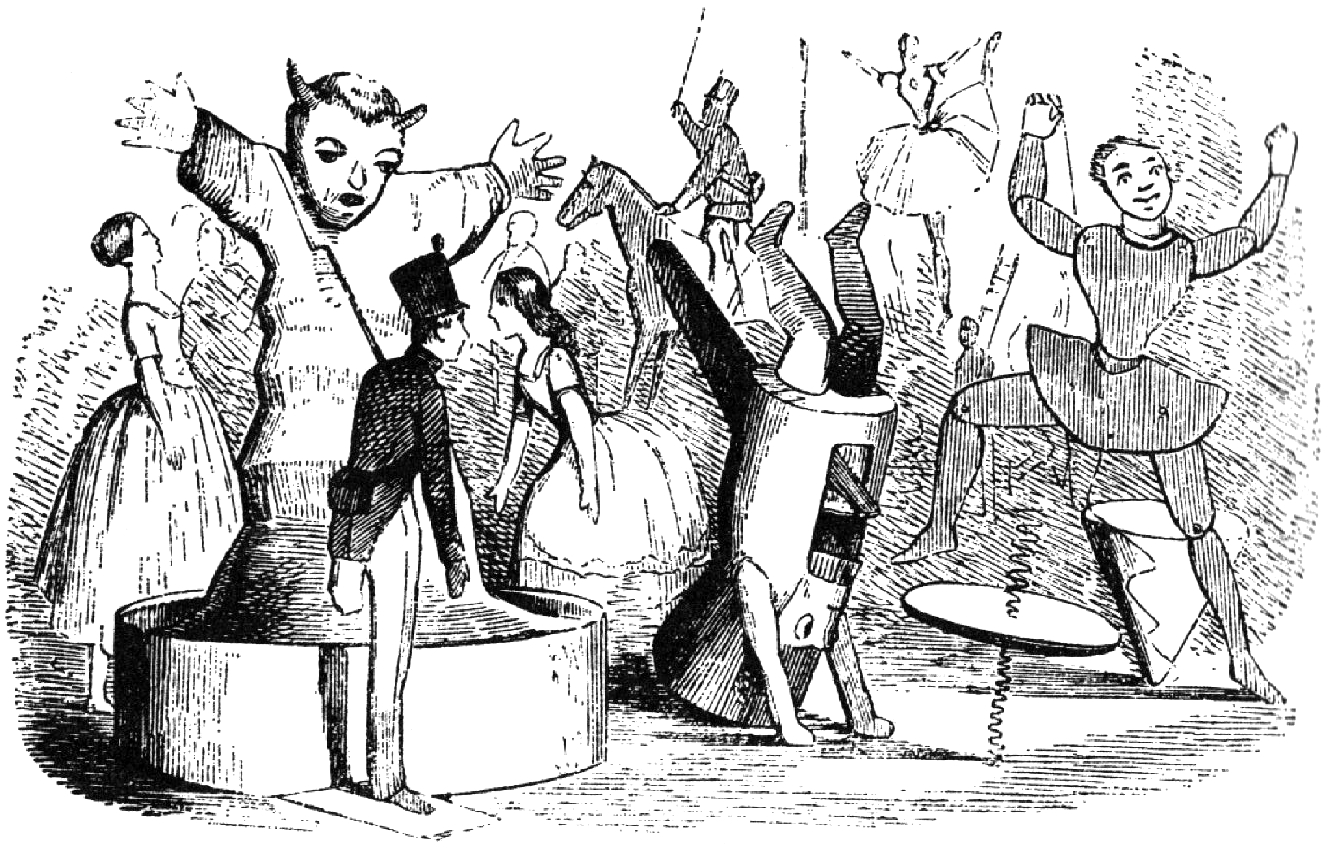
Ilustracja Vilhelma Pedersena

Dzielny ołowiany żołnierz (tytuł w Polsce także tłumaczony jako: Dzielny ołowiany żołnierzyk / Ołowiany żołnierzyk / Dzielny żołnierz cynowy / Dzielny cynowy żołnierzyk; tytuł oryginalny: Den standhaftige tinsoldat) – baśń Hansa Christiana Andersena wydana w 1838 roku.

## Adaptacje filmowe
- Ponadczasowe Opowieści z Hallmarku (Wiecznie ciekawe bajki) (Dzielny ołowiany żołnierzyk - odcinek 8) – amerykański serial animowany z 1991 roku.
- Pan Andersen opowiada (Dzielny ołowiany żołnierzyk - odcinek 2) – duński serial animowany.